# William Roberts
William "Bill" Roberts (Salford, 5 de abril de 1912 – Timperley, 5 de dezembro de 2001) foi um velocista britânico, campeão olímpico em Berlim 1936.
Conquistou a medalha de ouro olímpica no revezamento 4x400m junto com os compatriotas Godfrey Rampling, Godfrey Brown e Freddie Wolff, ficando em quarto lugar nos 400 m rasos.
Após servir na RAF durante a II Guerra Mundial, voltou às competições conquistando uma medalha de prata também no 4x400 m do Campeonato Europeu de Atletismo de 1946, em Oslo, Noruega. Em Londres 1948, Roberts foi escolhido para ser o capitão da equipe de atletismo da Grã-Bretanha mas foi eliminado das finais dos 400 m e conseguiu apenas um quarto lugar na final dos 4x400 m.
Após abandonar as pistas em 1949, ele trabalhou como colunista para o Manchester Evening News e cuidou dos negócios da família no ramo de móveis.